# Chiquimitío
Chiquimitío está situada en el municipio de Morelia en el estado de Michoacán de Ocampo.

## Toponimia
Con origen de las palabras náhuatl Chiquihuit: cesto o escudo, Hua: posesión y Can: lugar; que significa “lugar de los que tiene cestos o escudos”, fundado el 7 de diciembre de 1887. Desde principios del siglo XIX este poblado se convirtió en un innegable centro cívico-religioso.

## Población
Hay 1,379 habitantes.
| Año  | Habitantes Mujeres | Habitantes hombres | Total habitantes |
| ---- | ------------------ | ------------------ | ---------------- |
| 2020 | 720                | 659                | 1379             |
| 2010 | 747                | 689                | 1436             |
| 2005 | 707                | 663                | 1370             |

En la lista de los pueblos más poblados de todo el municipio, es el número 20 del ranking.

## Geografía
Se localiza al noroeste de Morelia a 10 Km. por la carretera a Torreón Nuevo, a una longitud de 101° 14.9´ y 19° 30´ de latitud, a una altura sobre el nivel del mar de 2020mts. Chiquimitío colinda al norte con el municipio de Tarímbaro; al sur con Cuto de la Esperanza; al este con la ciudad de Morelia y al oeste con la tenencia de Teremendo de los Reyes. Tiene un clima templado. Chiquimitío está a 2,035 metros de altitud.

## Atractivos Turísticos
- Templo del Santo niño Jesús
- La cascada “El Salto”
- Manantiales
- Presa de Chiquimitío
- Piedras de cantera[3]